# Mabélé I
Mabélé I est un village Camerounais de la région de l'Est. Il se trouve dans le département de Lom-et-Djérem et dépend de la commune Bétaré-Oya et du canton de Yayoué. Il possède un homonyme, le village Mabélé II, qui se trouve dans le même canton.
On peut le trouver orthographié « Mabale ».  

## Population
D'après le recensement de 2005, il y avait 303 habitant a Mabélé I. En 2011, il y en avait 560 dont 176 jeunes de moins de 16 ans et 107 enfants de moins de 5 ans. 

## Infrastructures
Selon le plan communal de développement de Bétaré-Oya, il était prévu la construction de deux forages d'eau, ainsi que de deux puits d'eau à Mabélé I. Le village devait aussi être électrifié. 